# Bahnstrecke Bergheim–Rommerskirchen
| Streckennummer (DB): | 2601 (Niederaußem–Rommerskirchen) 2604 (Bergheim–Niederaußem) |                                  |                                  |
| Kursbuchstrecke (DB): | 247b (1960–1971)                                              |                                  |                                  |
| Kursbuchstrecke: | 246f (1946) 224e (1938)                                       |                                  |                                  |
| Spurweite: | 1000 mm (1897–1913); 1435 mm                                  |                                  |                                  |
| |                                                               |                                  |                                  |
| Bundesland (D): | Nordrhein-Westfalen                                           |                                  |                                  |
| Betriebsstellen und Strecken |                                                               |                                  |                                  |
| \| \| \| Strecke von Zieverich \| \| \| \| 6,11 \| Bergheim (Erft) \| Bergheim (Erft) \| \| \| \| Strecke nach Horrem \| \| \| \| \| Martinswerk–Niederaußem \| \| \| \| 8,45 \| Fortunagrube \| Fortunagrube \| \| \| 9,83 \| Oberaußem \| Oberaußem \| \| \| \| Strecke von Auenheim \| \| \| \| \| Strecke von Bergheim Martinswerk \| \| \| \| 11,25 25,5 \| Niederaußem \| Niederaußem \| \| \| \| Nord-Süd-Bahn (Garzweiler) \| \| \| \| 29,9 \| Rheidt \| Rheidt \| \| \| \| Bahndamm nach Neuss \| \| \| \| \| Strecke von Köln \| \| \| \| 33,4 \| Rommerskirchen \| Rommerskirchen \| \| \| \| Strecke nach Grevenbroich \| \| |                                                               |                                  |                                  |
| Strecke |                                                               | Strecke von Zieverich            | Strecke von Zieverich            |
| Bahnhof | 6,11                                                          | Bergheim (Erft)                  | Bergheim (Erft)                  |
| Abzweig ehemals geradeaus und nach rechts |                                                               | Strecke nach Horrem              | Strecke nach Horrem              |
| Kreuzung geradeaus oben (Strecken außer Betrieb) |                                                               | Martinswerk–Niederaußem          | Martinswerk–Niederaußem          |
| Bahnhof (Strecke außer Betrieb) | 8,45                                                          | Fortunagrube                     | Fortunagrube                     |
| Bahnhof (Strecke außer Betrieb) | 9,83                                                          | Oberaußem                        | Oberaußem                        |
| Abzweig ehemals geradeaus und von links |                                                               | Strecke von Auenheim             | Strecke von Auenheim             |
| Abzweig geradeaus und ehemals von links |                                                               | Strecke von Bergheim Martinswerk | Strecke von Bergheim Martinswerk |
| Dienststation / Betriebs- oder Güterbahnhof | 11,25 25,5                                                    | Niederaußem                      | Niederaußem                      |
| Kreuzung geradeaus unten |                                                               | Nord-Süd-Bahn (Garzweiler)       | Nord-Süd-Bahn (Garzweiler)       |
| ehemaliger Bahnhof | 29,9                                                          | Rheidt                           | Rheidt                           |
| Abzweig geradeaus und ehemals nach links |                                                               | Bahndamm nach Neuss              | Bahndamm nach Neuss              |
| Abzweig geradeaus und von rechts |                                                               | Strecke von Köln                 | Strecke von Köln                 |
| Bahnhof | 33,4                                                          | Rommerskirchen                   | Rommerskirchen                   |
| Strecke |                                                               | Strecke nach Grevenbroich        | Strecke nach Grevenbroich        |

Die Bahnstrecke Bergheim–Rommerskirchen wurde ursprünglich von der Bergheimer Kreisbahn als meterspurige Kleinbahn gebaut und betrieben und später auf Normalspur umgebaut. Ein großer Teil ist stillgelegt, zwischen Rommerskirchen und Niederaußem findet auf der nicht elektrifizierten Strecke noch Güterverkehr statt.

## Betrieb und Geschichte
Die Bergheimer Kreisbahn eröffnete in nur wenigen Jahren mehrere Strecken im Kreis. Die Strecke von Bergheim nach Rheidt wurde am 20. August 1897 eröffnet. Die Strecke war in Meterspur ausgeführt und wurde von der Baufirma Lenz & Co. erbaut. Trotz Meterspur war ein regelspuriger Ausbau mitbedacht worden. Das Planum war entsprechend breit, es wurden Regelspurschwellen in verkürztem Abstand verlegt und schwerer Oberbau verwendet. 1904 wurde die dritte Schiene für die Regelspur eingebaut, dabei wurde die Strecke nach Rommerskirchen verlängert und am 19. Dezember 1904 in Betrieb genommen. Aufgrund des starken Güterverkehrs und für den Bau der Entlastungsstrecke Ruhr–Mosel wurde die Bergheimer Kreisbahn 1913 verstaatlicht.
Am 23. Mai 1971 wurde die Strecke zwischen Bergheim und Niederaußem wegen einer Erweiterung des Tagebaus Fortuna-Garsdorf stillgelegt. Gleichzeitig wurde der Personenverkehr auf der Gesamtstrecke eingestellt.

## Streckenbeschreibung

### Bahnhof Bergheim

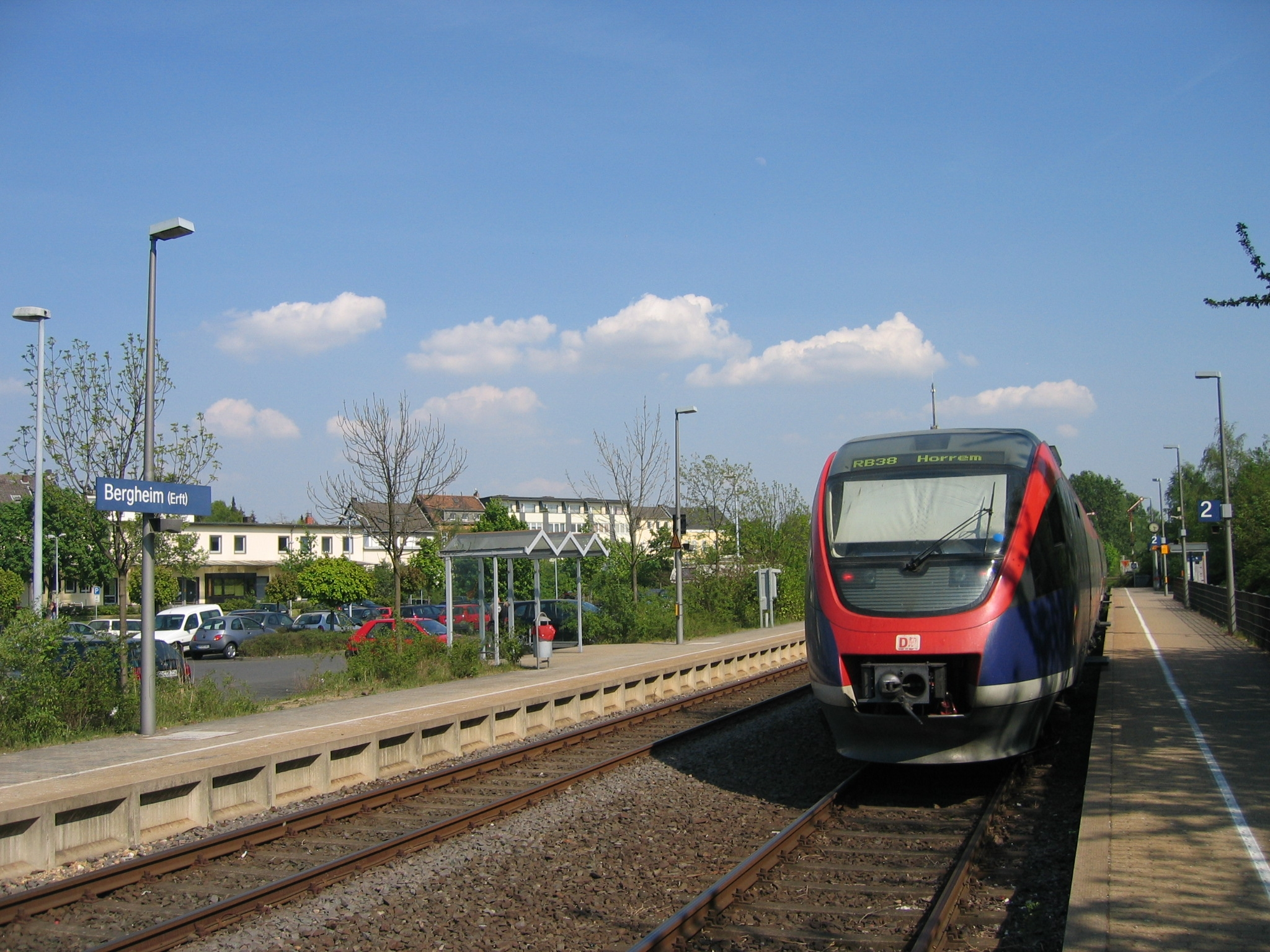
Ein Zug der Erft-Bahn im Bahnhof Bergheim

Der Bahnhof Bergheim wurde am 20. August 1897 am Kilometerpunkt 6,11 in Betrieb genommen. Durch Bergheim verläuft eine Eisenbahnstrecke (KBS 481) von Neuss nach Horrem (an der Hauptstrecke Köln-Aachen). Der alte Bahnhof hatte ein elektromechanisches Fahrdienstleiterstellwerk „Bf“ (E 43) im Empfangsgebäude mit Formsignalen als Ein- und Ausfahrsignale. Drei bis vier Gleise waren für Zugkreuzungen vorhanden. Es gab eine dreigleisige Triebwagenhalle an den Gleisen 9–11. Hinter der Triebwagenhalle führte das bahnsteiglose Gleis 12, dass nur Ein- und Ausfahrten aus bzw. in Richtung Horrem zuließ. Zwischen den Hauptgleisen und der Triebwagenhalle lagen die Abstellgleise 7 und 8. Von Gleis 1 führten zwei Stumpfgleise in Richtung Empfangsgebäude, davon endete das Gleis 13 an einer Kopframpe. Der ganze Bahnhof lag aus Richtung Horrem gesehen in einer starken Linkskurve. 1988 wurde der Bahnhof verlegt, das alte Empfangsgebäude blieb an der ursprünglichen Stelle erhalten. Die Inbetriebnahme des neuen Bahnhofs erfolgte am 18. April 1988. Am 27. Juni 1988 wurden die verlegten Gleise im Bahnhof Bergheim (Erft) in Betrieb genommen. Es verblieben in neuer Lage die geraden Gleise 1 und 2 mit Außenbahnsteigen. Bis auf das Ladegleis an der Kopframpe wurden alle anderen Gleise und die Triebwagenhalle zurückgebaut. Zuvor lagen die Gleise für den Reisezugbetrieb in einer Kurve. Am noch vorhandenen Empfangsgebäude ist die frühere Lage des Gleises 1 (Hausbahnsteig) zu erkennen. 2007 wurde das alte Stellwerk „Bf“ stillgelegt, als die Steuerung des Betriebs auf der Strecke am 28. Oktober 2007 vom elektronischen Stellwerk Köln-Ehrenfeld übernommen wurde, das von der Betriebszentrale Duisburg aus gesteuert wird. Das verbliebene Ladegleis wurde abgeklemmt. Früher zweigten in Bergheim Nebenbahnen nach Bedburg, Horrem, Rommerskirchen und ab Zieverich nach Elsdorf Ost ab. Ferner gab es ein Anschlussgleis zum Martinswerk. Das Bahnbetriebswerk beheimatete Triebwagen. Unter anderem verkehrten Personenzüge über Horrem nach Kerpen. Die Strecke wird heute durch die RB38 Erftbahn (Köln/Horrem–Bergheim–Bedburg–Grevenbroich–Neuss–Düsseldorf) bedient. Der Betrieb erfolgt durch die DB Regio NRW GmbH.

### Haltepunkt Fortunagrube
Gegründet wurde der Stadtteil Fortuna 1899 unweit der Brikettfabrik Fortuna nahe der Ortslage von Oberaußem. Durch den Ausbau der Brikettfabrik und ab 1910 auch des Kraftwerks Fortuna zogen immer mehr Menschen in den Ort. Aufgrund des aufstrebenden Braunkohleabbaus im Rheinland benötigten die Arbeiter und deren Familien Wohnraum. Nach und nach entwickelte sich aus der Arbeitersiedlung ein Ort mit entsprechender Infrastruktur. Deshalb wurde an der Bahnstrecke der Haltepunkt Fortunagrube am 20. August 1897 am Streckenkilometer 8,45 in Betrieb genommen. Mit der Erweiterung des Tagebaus Fortuna-Garsdorf musste der Streckenabschnitt zwischen Bergheim und Niederaußem am 23. Mai 1971 stillgelegt und demontiert werden.

### Haltestelle Oberaussem
Oberaußem erhielt am 20. August 1897 Bahnanschluss. Der Bahnhof lag für diese Strecke am Streckenkilometer 9,83. Der Haltepunkt hatte kein Empfangsgebäude, sondern nur eine kleine Wellblechhütte als Unterstand und war mit einem zusätzlichen Ladegleis ausgestattet. Der Straßenname „An der Bahn“ gibt den ehemaligen Lagepunkt der kleinen Station an: Sie lag am nordwestlichen Ortsrand von Oberaussem. Mit der Erweiterung des Tagebaus Fortuna-Garsdorf wurde die Strecke von Niederaußem nach Bergheim am 23. Mai 1971 aufgegeben und abgebaut.

### Bahnhof Niederaußem

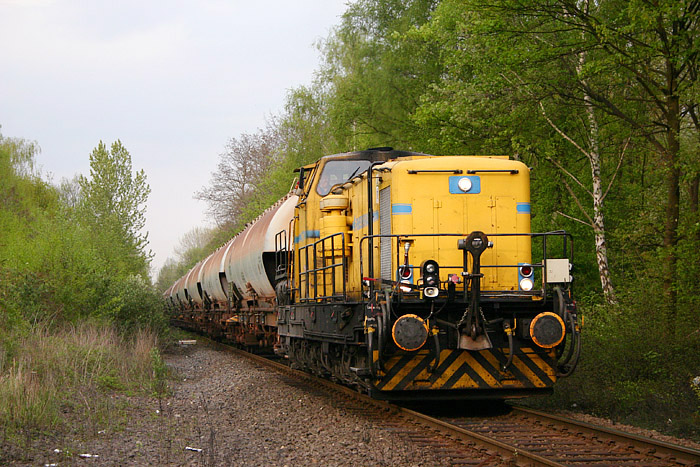
Ein Zug der RWE am Bahnhof Niederaußem

Niederaußem erhielt am 20. August 1897 Bahnanschluss. Der Bahnhof liegt für diese Strecke am Streckenkilometer 11,25 und am Streckenkilometer 25,5 für die Bahnstrecke Mödrath–Rommerskirchen. Der Bahnhof hat ein Empfangsgebäude mit Güterschuppen. Beide sind heute noch erhalten und befinden sich in Privatbesitz.
Noch vor dem Ersten Weltkrieg war geplant, die durch den Ort führende Bahnstrecke als Umgehung des Bahnknotens Köln und Teil des strategischen Bahndamms zu erweitern. Dieses wurde jedoch nicht verwirklicht. Der Personenverkehr auf der Eisenbahnstrecke lief zunächst auf der Strecke Rommerskirchen–Rheidt-Hüchelhoven–Niederaußem–Oberaußem–Fortunagrube–Quadrath-Ichendorf, später verkehrten die Züge dann direkt zwischen Niederaußem und Bergheim. Am 23. Mai 1971 wurde der Personenverkehr eingestellt. Die Gleise in Richtung Bergheim fielen dem Tagebau zum Opfer. Zwischen Niederaußem und Rommerskirchen wird die Strecke heute für den Gütertransport genutzt. Diese Strecke kreuzt in Niederaußem die Nord-Süd-Kohlebahn und die Hambachbahn.

### Bahnhof Rheidt
Am 20. August 1897 erhielt Rheidt eine Bahnstation am Streckenkilometer 29,9. Die Bahnlinie verlief auf der Ostseite des Rheidter Dorfplatzes. In den 20er Jahren wurde wegen der Kohletransporte die Linie auf einen Bahndamm verlegt und bis nach Rommerskirchen verlängert. Der Bahnhof wurde aufgrund des deutlich ansteigenden PKW Verkehrs und dem damit verbundenen Rückgang der Personenbeförderungszahlen auf der Strecke am 23. Mai 1971 stillgelegt. Das mit dem Bahnhof Niederaußem exakt baugleiche Empfangsgebäude existiert noch und befindet sich in Privatbesitz.

### Ladestelle Gill
Die Ladestelle Gill lag bei km 32,0 an der „Bergheimer Straße“, wurde 1904 gebaut und 1925 wieder stillgelegt. Sie war für den Personen- und Güterverkehr unbedeutend, sondern diente dem örtlichen Landhandel zur Güterverladung.

### Bahnhof Rommerskirchen

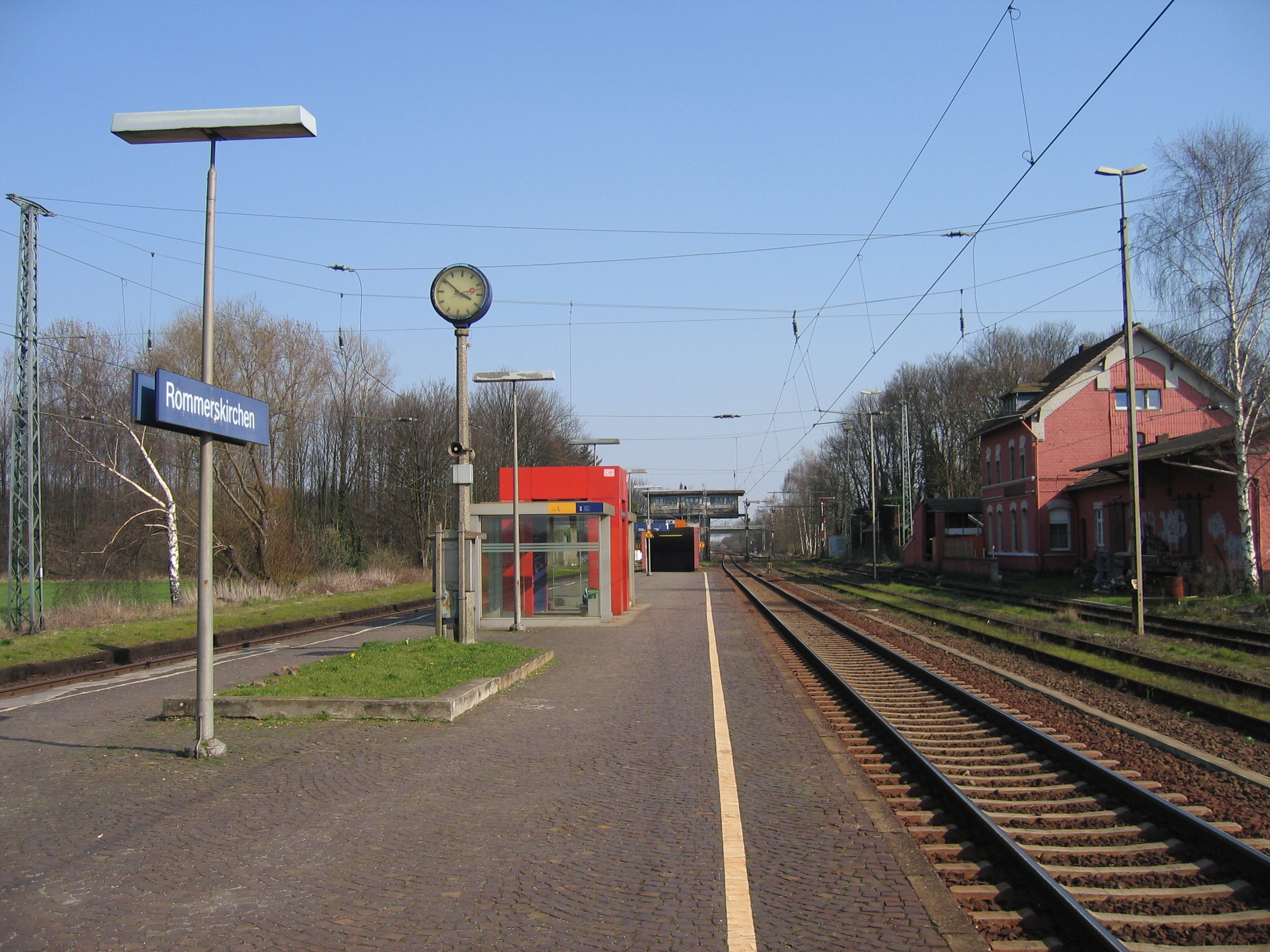
Bahnhof Rommerskirchen noch mit dem 2007 abgerissenen Stellwerk

Der Rommerskirchener Bahnhof liegt an der Hauptstrecke Köln–Grevenbroich–Mönchengladbach und wurde am 1. Oktober 1898 in Betrieb genommen.
Das Empfangsgebäude des Bahnhofs Rommerskirchen ist heute noch vorhanden und wird gewerblich genutzt. Für Reisende steht ein Mittelbahnsteig zur Verfügung, der mit Wartehäuschen und Fahrkartenautomaten ausgerüstet ist. Ende 2008/Anfang 2009 wurde der Park-and-Ride-Parkplatz neben dem Empfangsgebäude erweitert. Bis zur Einführung der ESTW-Technik im Jahr 2007 verfügte Rommerskirchen über das Fahrdienstleiterstellwerk Rof, das T-förmig über den beiden Streckengleisen stand. Im November 2008 wurde dieses nun überflüssig gewordene Stellwerk abgerissen.
Zeitweise bestanden südlich des Streckengleises Anschlüsse an eine Schrotthandlung und eine landwirtschaftliche Genossenschaft. Neben den beiden Streckengleisen stehen in Rommerskirchen zwei Umfahrgleise zur Verfügung. Hier zweigt auch eine Güterzugstrecke nach Niederaußem zum dortigen Grubenbahnhof von RWE Power ab, die Teil des Strategischen Bahndamms ist.  Bezogen auf diese Strecke hat der Bahnhof die Streckenkilometrierung 33,4. Diese Strecke führte früher von Rommerskirchen nach Mödrath und wurde im Zuge des Tagebaus Frechen stillgelegt. Der letzte Personenverkehr zwischen Rommerskirchen und Niederaußem wurde am 23. Mai 1971 durchgeführt.
Seit dieser Zeit dient das Streckengleis lediglich als Anschluss der Rheinbraun/RWE Power an die Strecke der Deutschen Bahn. Hier verkehren täglich Kalkmehlzüge zwischen dem Rheinkalk-Werk Flandersbach in Wülfrath und Niederaußem für die Rauchgasentschwefelungsanlagen der Kraftwerke. In diesem Zusammenhang gab es im Februar 2008 das Unternehmen Dampfpilze am Rhein: Ein Transport eines Kalkmehlzuges mit einer Dampflok. Gelegentlich kommt es auch zu Transporten von Transformatoren für die angeschlossenen Kraftwerke. Eigentümer der Strecke Rommerskirchen–Niederaußem ist heute die RWE Power, die DB Netz aber Infrastrukturbetreiber.